# Schitul Rediul de Jos
Schitul Rediul de Jos este un schit de călugări din Republica Moldova.